# Gare de Châteauneuf-du-Rhône
La gare de Châteauneuf-du-Rhône est une ancienne gare ferroviaire française de la ligne de Paris-Lyon à Marseille-Saint-Charles, située sur le territoire de la commune de Châteauneuf-du-Rhône, dans le département de la Drôme, en région Auvergne-Rhône-Alpes.
Elle est mise en service en 1854 par la Compagnie du chemin de fer de Lyon à la Méditerranée (LM) avant de devenir en 1857 une gare de la Compagnie des chemins de fer de Paris à Lyon et à la Méditerranée (PLM)[réf. nécessaire].
Elle est fermée par la Société nationale des chemins de fer français (SNCF) sans doute dans la deuxième moitié du XXe siècle[réf. nécessaire].

## Situation ferroviaire
Établie à 70 mètres d'altitude, la gare de Châteauneuf-du-Rhône est située au point kilométrique (PK) 670,366 de la ligne de Paris-Lyon à Marseille-Saint-Charles, entre les gares de Montélimar et de Donzère.

## Histoire
La gare de Châteauneuf-du-Rhône est mise en service le 29 juin 1854 par la Compagnie du chemin de fer de Lyon à la Méditerranée (LM), lorsqu'elle ouvre à l'exploitation la section de Valence à Avignon de sa ligne de Lyon à Avignon.
En avril 1857, la gare est intégrée dans le réseau de la Compagnie des chemins de fer de Paris à Lyon et à la Méditerranée (PLM), nouvelle compagnie née de la fusion entre la Compagnie du chemin de fer de Paris à Lyon et la Compagnie du chemin de fer de Lyon à la Méditerranée.

## Patrimoine ferroviaire
Elle a conservé son bâtiment voyageurs d'origine désaffecté du service ferroviaire.